# آلان كلارك
آلان كلارك (بالهولندية: Alain Clark)‏ هو منتج أسطوانات ومغن مؤلف هولندي، ولد في 4 يونيو 1979 في هارلم في هولندا.

## وصلات خارجية
- الموقع الرسمي
- آلان كلارك على موقع IMDb (الإنجليزية)
- آلان كلارك على موقع ميوزك برينز (الإنجليزية)
- آلان كلارك على موقع أول ميوزيك (الإنجليزية)
- آلان كلارك على موقع ديسكوغز (الإنجليزية)
- آلان كلارك على موقع قاعدة بيانات الفيلم (الإنجليزية)